# Raphitomidae
Famille
Les Raphitomidae sont une famille de mollusques gastéropodes marins de l'ordre des Neogastropoda.

## Liste des genres
Selon World Register of Marine Species (18 mars 2016) :
- genre Abyssobela Kantor & Sysoev, 1986
- genre Abyssothauma Sysoev, 1996
- genre Acamptodaphne Shuto, 1971
- genre Acanthodaphne Bonfitto & Morassi, 2006
- genre Aliceia Dautzenberg & H. Fischer, 1897
- genre Asperdaphne Hedley, 1922
- genre Austrodaphnella Laseron, 1954
- genre Austropusilla Laseron, 1954
- genre Awheaturris Beu, 1970
- genre Azorilla F. Nordsieck, 1968
- genre Bathybela Kobelt, 1905
- genre Buccinaria Kittl, 1887
- genre Clinura Bellardi, 1875
- genre Cryptodaphne Powell, 1942
- genre Cyrillia Kobelt, 1905
- genre Daphnella Hinds, 1844
- genre Diaugasma Melvill, 1917
- genre Eubela Dall, 1889
- genre Eucyclotoma Boettger, 1895
- genre Exomilus Hedley, 1918
- genre Famelica Bouchet & Warén, 1980
- genre Favriella Hornung, 1920
- genre Glyphostomoides Shuto, 1983
- genre Gymnobela Verrill, 1884
- genre Hemilienardia Boettger, 1895
- genre Hokianga Laws, 1947 †
- genre Isodaphne Laseron, 1954
- genre Kermia W. R. B. Oliver, 1915
- genre Kuroshiodaphne Shuto, 1965
- genre Leiosyrinx Bouchet & A. Sysoev, 2001
- genre Lusitanops F. Nordsieck, 1968
- genre Maoridaphne Powell, 1942
- genre Microdaphne McLean, 1971
- genre Microgenia Laseron, 1954
- genre Mioawateria Vella, 1954
- genre Neopleurotomoides Shuto, 1971
- genre Nepotilla Hedley, 1918
- genre Onoketoma Beu, 2011 †
- genre Pagodidaphne Shuto, 1983
- genre Paramontana Laseron, 1954
- genre Phymorhynchus Dall, 1908
- genre Pleurotomella Verrill, 1872
- genre Pontiothauma E. A. Smith, 1895
- genre Pseudodaphnella Boettger, 1895
- genre Puha Marwick, 1931 †
- genre Raphitoma Bellardi, 1847
- genre Rimosodaphnella Cossmann, 1916
- genre Rocroithys Sysoev & Bouchet, 2001
- genre Spergo Dall, 1895
- genre Stilla Finlay, 1926
- genre Taranidaphne Morassi & Bonfitto, 2001
- genre Taranis Jeffreys, 1870
- genre Teleochilus Harris, 1897
- genre Teretia Norman, 1888
- genre Teretiopsis Kantor & Sysoev, 1989
- genre Thatcheria Angas, 1877
- genre Thatcheriasyrinx Powell, 1969
- genre Thatcherina Vera-Peláez, 1998
- genre Thesbia Jeffreys, 1867
- genre Theta A. H. Clarke, 1959
- genre Thetidos Hedley, 1899
- genre Tritonoturris Dall, 1924
- genre Truncadaphne McLean, 1971
- genre Tuskaroria Sysoev, 1988
- genre Typhlosyrinx Thiele, 1925
- genre Veprecula Melvill, 1917
- genre Vepridaphne Shuto, 1983
- genre Xanthodaphne Powell, 1942
- genre Zenepos Finlay, 1926

## Galerie

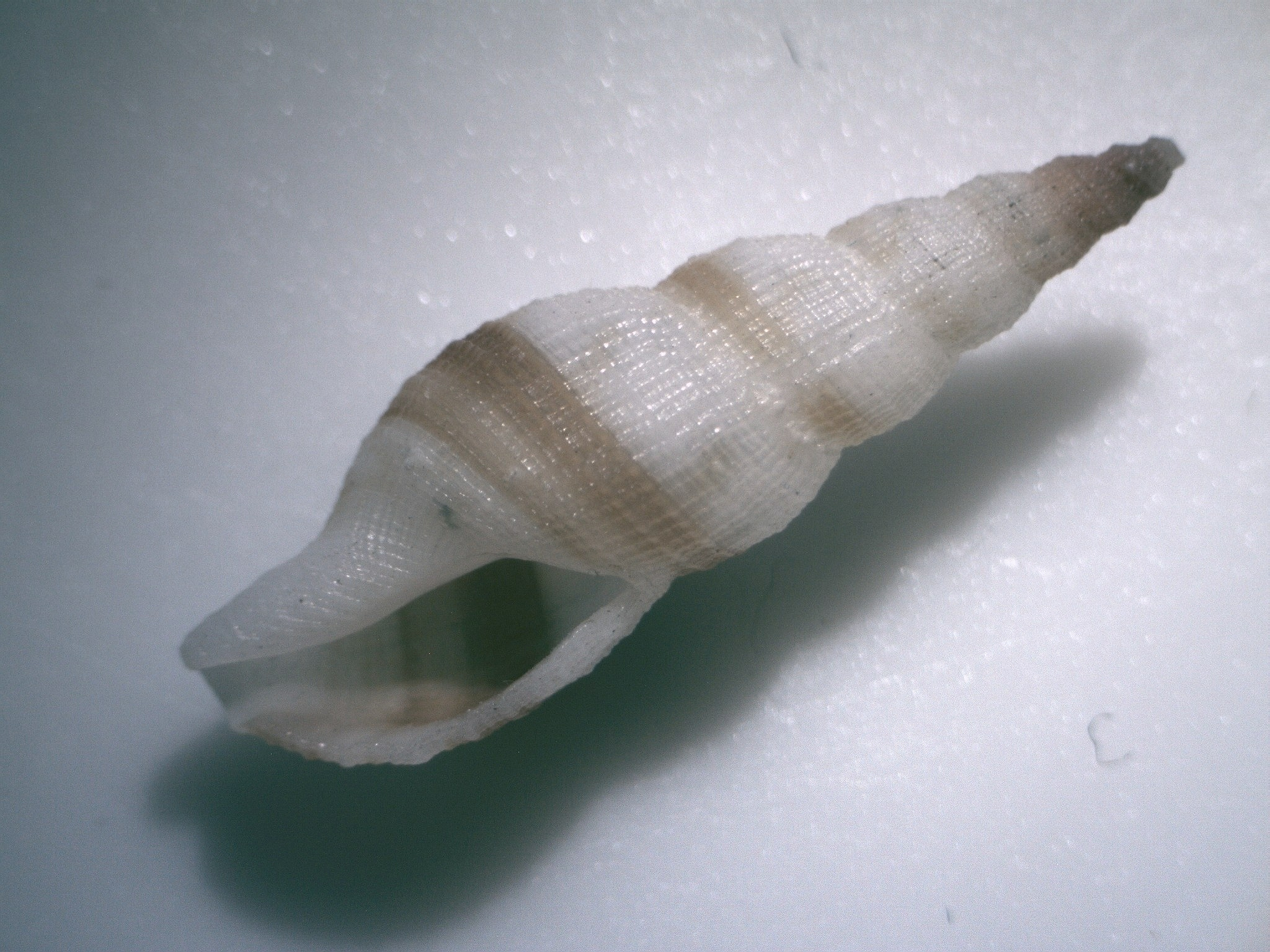
Daphnella aureola
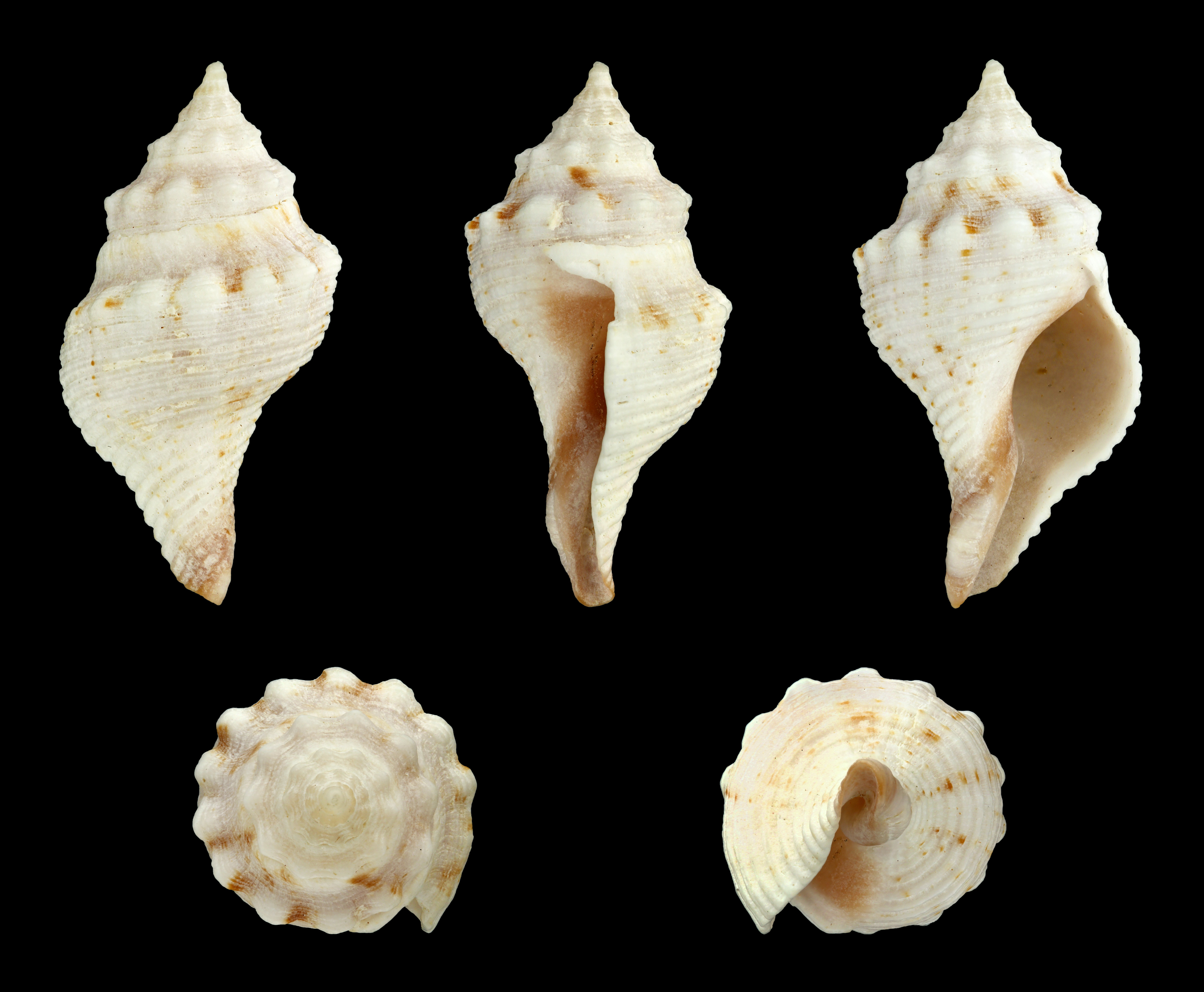
Gymnobela bairdii
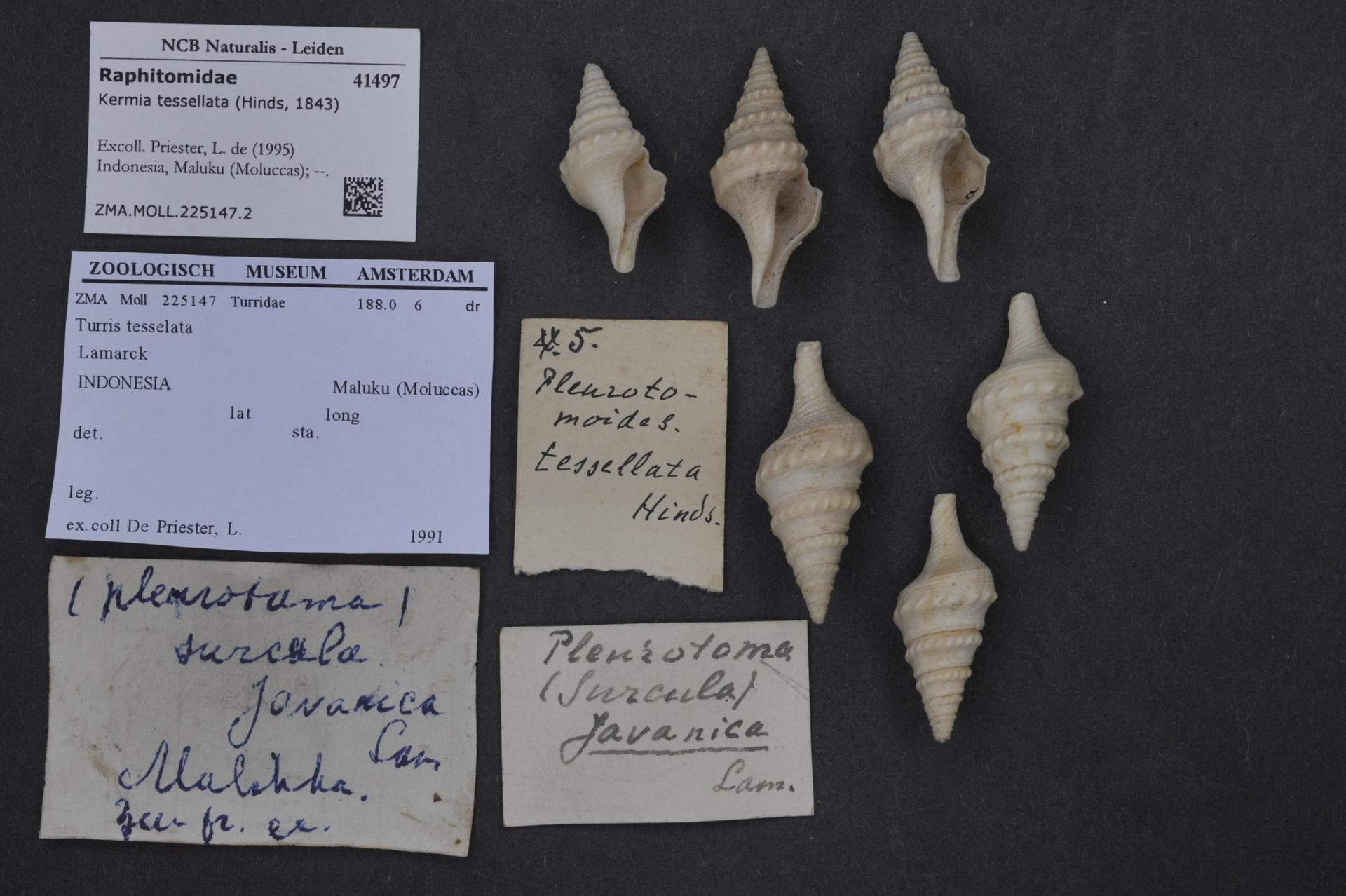
Kermia tessellata
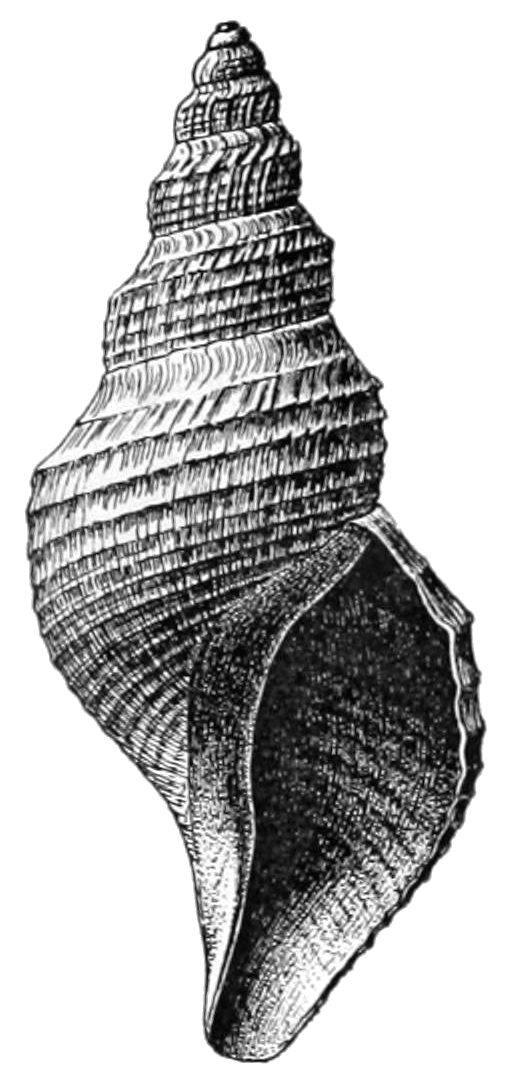
Phymorhynchus castaneus
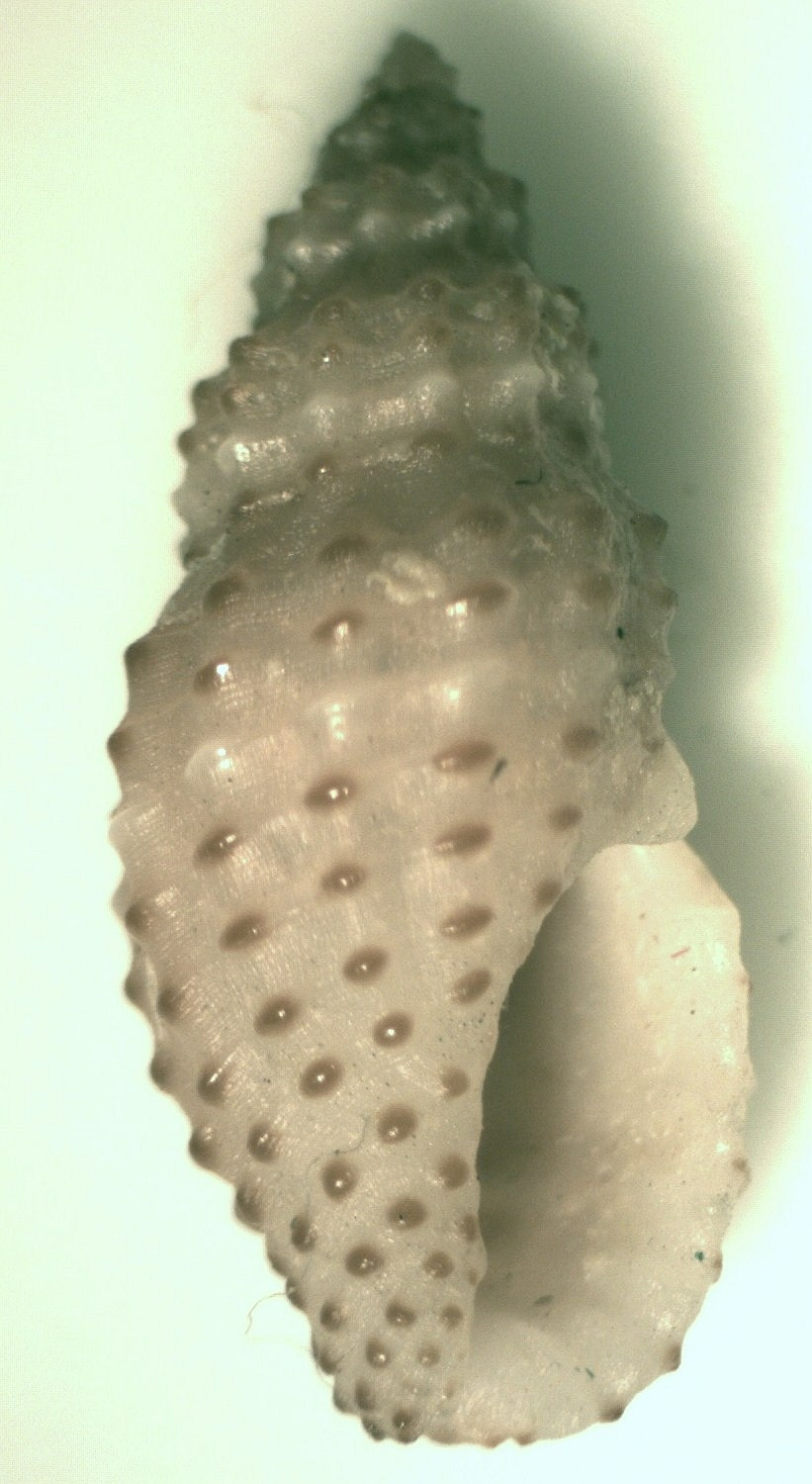
Pseudodaphnella granicostata
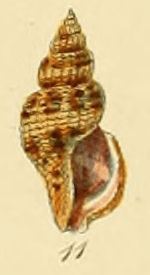
Raphitoma leufroyi
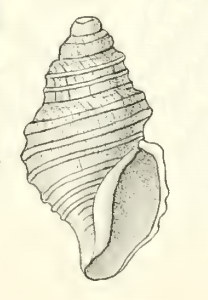
Taranis gratiosa
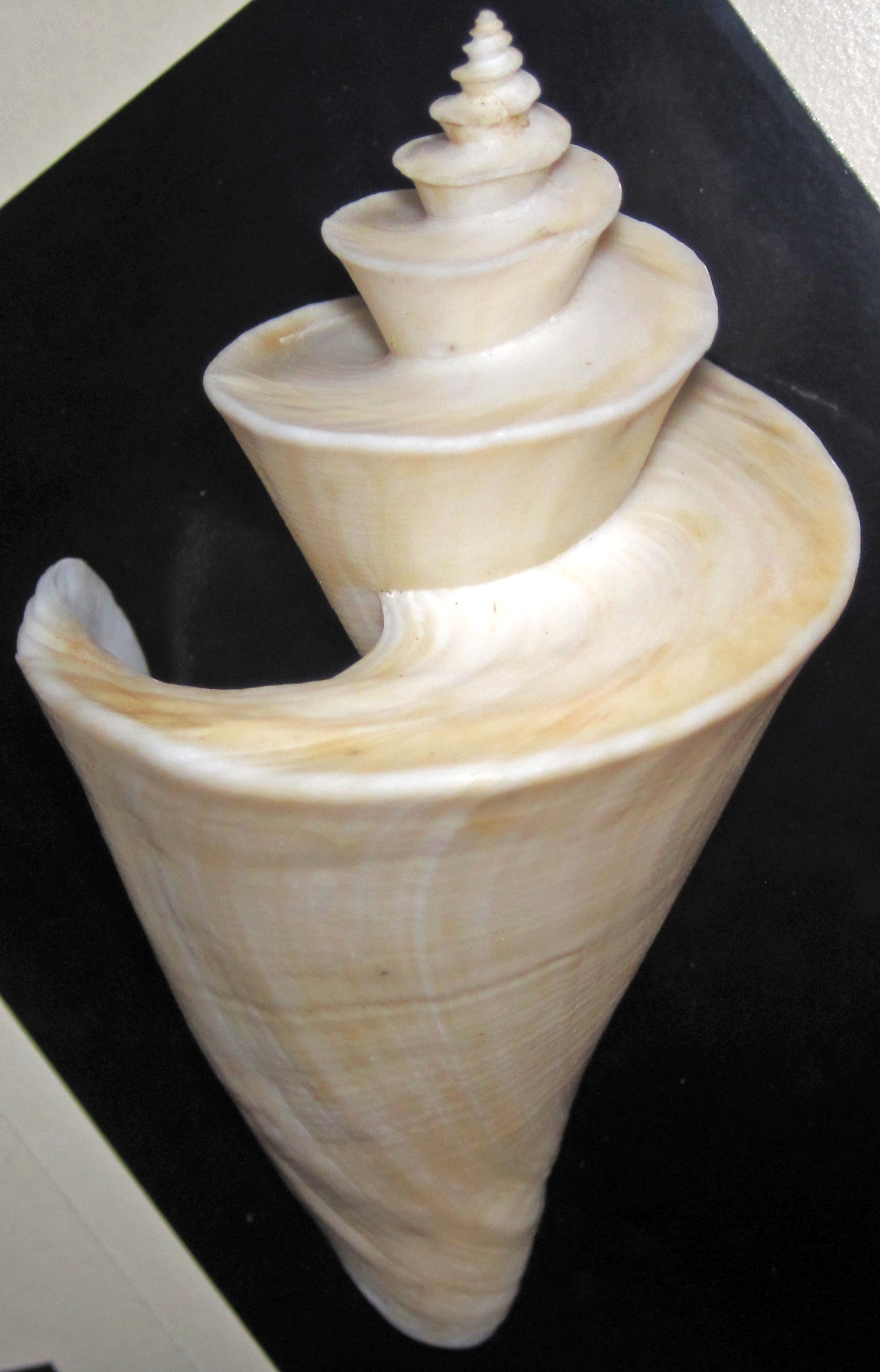
Thatcheria mirabilis